# Aschach
Aschach är ett vattendrag i Österrike.   Det ligger i förbundslandet Oberösterreich, i den norra delen av landet, 170 kilometer väster om huvudstaden Wien.
Trakten runt Aschach består till största delen av jordbruksmark. Runt Aschach är det ganska tätbefolkat, med 144 invånare per kvadratkilometer.